# James Taylor
James Vernon Taylor (født 12. marts 1948) er en amerikansk singer-songwriter og guitarist. Han opnåede sit gennembrud med numre som "Fire and Rain" (1970) og Carole Kings "You've Got a Friend" (1971) og etablerede sig op gennem 1970'erne med en række populære popalbums som Greatest Hits (1976) og JT (1977). Han havde sin storhedstid i dette årti, men har også, siden slutningen af 1990'erne, formået at holde fast i sin karriere med regelmæssige albumudgivelser og koncerter. Således gik hans album fra 2015, Before This World, til tops på Billboard 200-hitlisten, det første af hans album, der formåede dette.
James Taylor er ud over sine egne udgivelser kendt for at give en hånd med hos en række andre kunstnere, heriblandt Carly Simon (som han var gift med i en periode), Neil Young, Joni Mitchell og Dixie Chicks, ligesom en lang række musikere har medvirket på hans indspilninger, blandt andet Carly Simon, Joni Mitchell, Paul McCartney, Stevie Wonder, Art Garfunkel, David Crosby og Graham Nash. Han har modtaget adskillige priser, herunder fem Grammy-priser, og han blev optaget i Rock and Roll Hall of Fame i 2000.
Han har i nogle perioder af sit liv, særligt i sin ungdom, haft personlige problemer med blandt andet depression og stofmisbrug, men dette er et overstået kapitel nu. Han har været gift tre gange – foruden Carly Simon (1972-81) også med skuespilleren Kathryn Walker (1985-95) og siden 2001 med Kim Smedvig, pr-ansvarlig for Boston Symphony Orchestra. Han har to børn med Simon (Sally (født 1974) og Ben Taylor (født 1977)) samt tvillinger med Smedvig (Rufus og Henry (født 2001)).

## Diskografi
James Taylor har udgivet følgende album:
- James Taylor (1968)
- Sweet Baby James (1970)
- James Taylor and the Original Flying Machine (1971)
- Mud Slide Slim and the Blue Horizon (1971)
- One Man Dog (1972)
- Walking Man (1974)
- Gorilla (1975)
- In the Pocket (1976)
- Greatest Hits (1976 – opsamlingsalbum)
- JT (1977)
- Flag (1979)
- Dad Loves His Work (1981)
- That's Why I'm Here (1985)
- Never Die Young (1988)
- New Moon Shine (1991)
- LIVE (1993 – livealbum)
- Best LIVE (1994 – livealbum)
- Hourglass (1997)
- Live at the Beacon Theatre (1998 – Live dvd)
- Greatest Hits Volume 2 (2000 – opsamlingsalbum)
- October Road (2002)
- The Best of James Taylor (2003 – opsamlingsalbum)
- James Taylor: A Christmas Album (2004)
- James Tayler at Christmas (2006)
- One Man Band (2007 – livealbum)
- Covers (2008)
- James Taylor at Christmas (2008)
- Amchitka (2009 – livealbum med Taylor, Joni Mitchell og Phil Ochs, optaget 1970)
- Other Covers (2009)
- Live at the Troubadour (2010)
- Greatest Hits (2012)
- Before This World (2015)
- American Standard (2020)